# 7 maj
7 maj är den 127:e dagen på året i den gregorianska kalendern (128:e under skottår). Det återstår 238 dagar av året.

## Återkommande bemärkelsedagar

### Övriga
- Ryssland: Radiodagen (till minne av att Aleksandr Popov demonstrerade sin uppfinning radion denna dag 1895)

## Namnsdagar

### I den svenska almanackan
- Nuvarande – Carina och Carita
- Föregående i bokstavsordning
  - Carina – Namnet infördes 1986 på 25 november och flyttades 2001 till dagens datum.
  - Carita – Namnet infördes 1986 på 24 augusti, men flyttades 1993 till 19 september och 2001 till dagens datum.
  - Gullbritt – Namnet infördes på dagens datum 1986, men utgick 1993.
  - Gullvi – Namnet infördes på dagens datum 1986, men flyttades 1993 till 13 augusti och utgick 2001.
  - Gustava – Namnet hade under 1600-talet tidvis förekommit tillsammans med Gustav på 9 december och på 1790-talet tidvis på 15 september, för att sedan utgå. 1901 infördes det på dagens datum, men utgick 1993.
  - Lilian – Namnet infördes 1986 på 15 november. 1993 flyttades det till dagens datum och 2001 till 6 september.
  - Lilly – Namnet infördes 1986 på 18 oktober, tillsammans med Lillemor. 1993 flyttades det till dagens datum och 2001 gjorde det sällskap med Lilian till 6 september.
  - Stanislav – Namnet fanns, till minne av en polsk biskop i Kraków på 1000-talet, som blev mördad vid sin egen kyrka, på dagens datum före 1901, då det utgick.
- Föregående i kronologisk ordning
  - Före 1901 – Stanislaus
  - 1901–1985 – Gustava
  - 1986–1992 – Gustava, Gullvi och Gullbritt
  - 1993–2000 – Lilian och Lilly
  - Från 2001 – Carina och Carita
- Källor
  - Brylla, Eva (red.): Namnlängdsboken, Norstedts ordbok, Stockholm, 2000. ISBN 91-7227-204-X
  - af Klintberg, Bengt: Namnen i almanackan, Norstedts ordbok, Stockholm, 2001. ISBN 91-7227-292-9

### Finlandssvenska almanackan
- Nuvarande från 1973[1] – Tua
- I föregående revideringar[a][2]
  - 1929–1949 – Helmi
  - 1950–1972 – Viktoria

## Händelser
- 1342 – Sedan Benedictus XII har avlidit den 25 april väljs Pierre Roger till påve och tar namnet Clemens VI.
- 1525 – Mötet i Västerås 1525, som Gustav Vasa sammankallat för att diskutera och besluta om Sveriges angelägenheter, inleds.
- 1697 – En eldsvåda utbryter på vinden ovanför rikssalen på slottet Tre Kronor i Stockholm, vilket leder till att hela slottet brinner ner. Liket efter Karl XI, som har avlidit en månad tidigare, räddas undan lågorna, men större delen av riksarkivet och kungliga biblioteket förstörs. Orsaken till branden blir aldrig fastslagen, men i februari året därpå döms knekten Mattias Hansson och hans överordnade, brandmästare Sven Lindberg till döden, medan knekten Anders Andersson döms till fem gatlopp. Dödsdomarna mildras dock till sju gatlopp och sex års fästning, men den gamle Sven Lindberg dör under gatloppen. Tillsammans med kungens död och det faktum att den unge Karl XII tappar kronan vid sin kröning hösten samma år ses branden som ett omen om dåliga tider.
- 1856 – Som svar på 1800-talets väckelserörelse bildar den svenska statskyrkan Fosterländska Stiftelsen för Evangelii befrämjande, på initiativ av prästen Hans Jakob Lundborg och väckelsepredikanten och skribenten Carl Olof Rosenius. Syftet med stiftelsen är att samla de människor, som har blivit berörda av väckelsen och därmed utgöra ett alternativ till den framväxande baptismen. Två dagar senare byter stiftelsen namn till Evangeliska Fosterlandsstiftelsen (EFS), ett namn den har än idag. Nästan 150 år senare, samma dag 2005, grundas stiftelsens barn- och ungdomsverksamhet Salt, som även organiserar scouting.
- 1900 – Sveriges riksdag beviljar anslag till byggandet av Bodens fästning, strax norr om Luleå. Denna ska bli en del av det svenska gränsförsvaret mot Ryssland (Finland är ryskt storfurstendöme fram till 1917) och börjar byggas året därpå, för att stå helt färdig 1916.
- 1902 – Vulkanen La Soufrière på den karibiska ön Saint Vincent får ett utbrott, varvid 1 680 personer omkommer. Då de flesta är cariber leder detta till att caribkulturen utplånas. Dagen därpå får vulkanen Montagne Pelée på den närbelägna ön Martinique dessutom ett utbrott, som leder till över 30 000 människors död.
- 1915 – Den brittiska passagerarångaren RMS Lusitania blir torpederad av en tysk ubåt vid Old Head of Kinsale utanför den irländska kusten och sjunker på 18 minuter, varvid 1 198 av de 1 959 personer som finns ombord omkommer. Vid det efterföljande förhöret frikänns fartygets befälhavare, kapten William Thomas Turner, från samtliga åtalspunkter, men går med på att ange att fartyget träffades av två eller tre torpeder, istället för en, som både han och den tyske ubåtskaptenen Walter Schwieger noterade vid själva förlisningen. Orsaken till detta är att man vill dölja, att fartyget, förutom passagerare, fraktade ammunition och därmed var legitimt mål för tyska ubåtar. Eftersom 124 av de omkomna var amerikaner leder sänkningen till, att kravet på att USA ska inträda i det pågående första världskriget för första gången förs fram offentligt. Det dröjer dock till 1917, innan detta sker, sedan Tyskland har återupptagit ubåtskriget – den här gången nöjer sig den amerikanske presidenten Woodrow Wilson med att avlägga en officiell protest till Tyskland.
- 1918 – Rumänien tvingas sluta freden i Bukarest med centralmakterna, vilket gör slut på första världskrigets stridigheter på Balkan. Rumänien tvingas till en del landförluster, men får sitt innehav av Bessarabien erkänt.
- 1920 – Ryssland erkänner Georgien som självständig stat.[3] I februari året därpå invaderas landet dock av Röda armén och blir en sovjetrepublik fram till 1991.
- 1921 – Den svenska riksdagen beslutar att dödsstraffet ska avskaffas i den civila strafflagen från och med 30 juni 1921, vilket innebär, att inget brott kan leda till dödsstraff i fredstid. Dödsstraffet i krigstid finns dock kvar fram till 1972.
- 1945 – Den tyske generalstabschefen Alfred Jodl undertecknar Tysklands ovillkorliga kapitulation i den allierade överbefälhavaren Dwight D. Eisenhowers högkvarter i Reims i norra Frankrike klockan 02.41 på morgonen. Därmed är andra världskriget över i Europa och stridigheterna ska upphöra senast vid midnatt. Dagen därpå proklameras därför som Seger i Europa-dagen, men det dröjer ytterligare tre månader, innan kriget är helt över, då stridigheterna fortsätter i Asien till 2 september.
- 1946 – Det japanska teknikföretaget Tokyo Tsushin Kogyo Kaisha grundas i Tokyo och dess första konsumentprodukt blir en riskokare. 1958 byter företaget namn till Sony Corporation och är idag ett av världens största teknik- och elektronikföretag.
- 1954 – Den vietnamesiska befrielsearmén intar ”den ointagliga fästningen” Dien Bien Phu i norra Vietnam, då de besegrar fransmännen i slaget vid Dien Bien Phu. Vietnameserna har belägrat fästningen sedan 13 mars och slaget blir avgörande för utgången av det pågående Indokinakriget, då fransmännen kapitulerar knappt tre månader senare, då kriget tar slut. Därmed ger fransmännen också upp kolonin Franska Indokina och har helt lämnat området 1956.

## Födda
- 1605 – Nikon, rysk patriark
- 1711 – David Hume, brittisk filosof, historiker och nationalekonom
- 1763 – Józef Antoni Poniatowski, polsk general
- 1787 – Thomas Buck Reed, amerikansk politiker, senator för Mississippi
- 1812
  - Robert Browning, brittisk poet
  - Arthur Purves Phayre, brittisk kolonialadministratör och militär
- 1816 – James Thorington, amerikansk politiker och diplomat
- 1819 – Otto Wilhelm von Struve, rysk astronom
- 1833 – Johannes Brahms, tysk tonsättare
- 1841 – Per Sörensson, svensk prost, kyrkoherde och politiker
- 1847 – Archibald Primrose, brittisk liberal politiker, Storbritanniens utrikesminister samt premiärminister 1894-1895
- 1848 – William J. Stone,  amerikansk demokratisk politiker, guvernör i Missouri, senator för samma delstat
- 1855 – Jacques Hermant, fransk arkitekt
- 1867 – Wladyslaw Reymont, polsk författare, mottagare av Nobelpriset i litteratur 1924
- 1869 – Vilhelm Lundström, svensk klassisk filolog, professor och riksdagsledamot
- 1884 – Torsten Hammarén, svensk skådespelare och teaterchef
- 1885 – Wilhelm Haquinius, svensk skådespelare, hovklockare och sångare
- 1888 – Nikolaj Sjvernik, sovjetisk politiker, president 1946–1953
- 1890 – Sven Herdenberg, svensk operasångare och sångpedagog
- 1892 – Josip Broz Tito, jugoslavisk kommunistisk politiker, Jugoslaviens premiärminister och president
- 1901 – Gary Cooper, amerikansk skådespelare
- 1902 – Jolly Kramer-Johansen, norsk kompositör, textförfattare, sångare och musiker
- 1903 – Birgit Hygrell, svensk målare
- 1910 – Arne Geijer, svensk fackföreningsman och politiker, LO:s ordförande 1956–1973
- 1912 – Rune Landsberg, svensk skådespelare
- 1916 – Tore Wretman, svensk hovtraktör
- 1919 – Eva Perón, argentinsk skådespelare, radiotalare och politiker, känd som Evita, gift med president Juan Perón
- 1921 – Rodger Davies, amerikansk diplomat
- 1922 – Ingvar Rydell, svensk fotbollsspelare, VM-brons 1950 och OS-brons 1952
- 1927
  - Elisabeth Söderström, svensk operasångare (sopran)
  - Ruth Prawer Jhabvala, tysk-brittisk-indisk författare och manusförfattare
- 1931
  - Ingvar Wixell, svensk operasångare (baryton)
  - Helge Brilioth, svensk operasångare
- 1932 – Pete Domenici, amerikansk republikansk politiker, senator för New Mexico
- 1934 – Lena Malmsjö, svensk dansare, produktionsledare och rektor
- 1939
  - Sidney Altman, amerikansk kemist, mottagare av Nobelpriset i kemi 1989
  - Ruggero Deodato, italiensk regissör, skådespelare och manusförfattare
  - José Antonio Abreu, venezuelansk musiker, kompositör och politiker
- 1940
  - Vassilis N. Triandafilidis, grekisk skådespelare, komiker och manusförfattare med artistnamnet Harry Klynn
  - Owe Wiktorin, svensk general, överbefälhavare 1994–2000
- 1942 – Christer Ulfbåge, svensk journalist och sportkommentator
- 1943 – Harriet Colliander, svensk antikvarie och nydemokratisk politiker, riksdagsledamot 1991–1994 och partiledare för Ny demokrati 1994
- 1945 – Ewert Ljusberg, svensk trubadur, vissångare och underhållningsartist, republiken Jämtlands president 1989–2021
- 1949 – Laurence Plumridge, svensk skådespelare, sångare och pjäsförfattare
- 1952 – Blaine Luetkemeyer, amerikansk republikansk politiker, kongressledamot 2009–2025
- 1954
  - Amy Heckerling, amerikansk regissör, producent och manusförfattare
  - Candice Miller, amerikansk republikansk politiker, kongressledamot
  - Mikael Strandberg, svensk skådespelare, teaterledare och regissör
- 1956
  - Raymond Björling, svensk operasångare
  - Lars Molin, svensk ishockeyspelare, VM-guld och kopia av Svenska Dagbladets guldmedalj 1987
- 1959 – Johan Schildt, svensk skådespelare och författare
- 1964 – Tim Collins, brittisk konservativ politiker, parlamentsledamot
- 1965 – Gigi Hamilton, svensk sångare, medlem i gruppen Style
- 1967
  - Martin Bryant, australisk massmördare
  - Vincent Radermecker, belgisk racerförare
- 1968
  - Traci Lords, amerikansk skådespelare, sångare och porrskådespelare
  - Eagle-Eye Cherry, svensk-amerikansk sångare
- 1971
  - Thomas Piketty, fransk nationalekonom
  - Magnus Jakobsson, svensk produktionsplanerare
- 1972 – Peter Dubovský, slovakisk fotbollsspelare
- 1973 – Paolo Savoldelli, italiensk tävlingscyklist
- 1974 – Breckin Meyer, amerikansk skådespelare och producent
- 1975 – Lena Strömberg Lagerlöf, svensk skådespelare
- 1980 – Alex Wesby, amerikansk basketspelare
- 1985 – John McCombe, brittisk fotbollsspelare
- 1992 – Alexander Ludwig, kanadensisk skådespelare
- 1994 – Pauline Hammarlund, svensk fotbollsspelare, OS-silver 2016

## Avlidna
- 1718 – Maria av Modena, 59, Englands, Skottlands och Irlands drottning 1685–1688 (gift med Jakob II)
- 1728 – Rosa Venerini, 72, italiensk nunna och helgon
- 1795 – Antoine Fouquier-Tinville, 48, fransk jurist och politiker (avrättad)
- 1800 – Niccolò Piccinni, 72, italiensk kompositör
- 1805 – William Petty, 68, brittisk politiker, Storbritanniens inrikesminister 1766–1768 och 1782 samt premiärminister 1782–1783
- 1825 – Antonio Salieri, 74, italiensk kompositör
- 1840 – Caspar David Friedrich, 65, tysk-svensk landskapsmålare
- 1855 – Walter T. Colquitt, 55, amerikansk politiker, senator för Georgia 1843–1848
- 1873 – Salmon P. Chase, 65, amerikansk jurist och politiker, senator för Ohio 1849–1855 och 1861 samt guvernör i samma delstat 1856–1860, USA:s finansminister 1861–1864
- 1932 – Paul Doumer, 75, fransk politiker och kolonialadministratör, Frankrikes president sedan 1931 (mördad)
- 1943
  - Ali Fethi Okyar, 63, turkisk diplomat och politiker, Turkiets premiärminister 1923 och 1924–1925
  - Heinrich Lüders, 73, tysk indolog
- 1955 – Allan Bengtsson, 65, svensk höjdhoppare
- 1956 – Josef Hoffmann, 85, österrikisk arkitekt
- 1959 – Samuel Hoare, 79, brittisk konservativ politiker, Storbritanniens utrikesminister 1935 och inrikesminister 1937–1939
- 1968 – Lurleen Wallace, 41, amerikansk demokratisk politiker, guvernör i Alabama sedan 1967
- 1971 – Oscar Rosander, 69, svensk filmklippare, kortfilmsregissör och statistskådespelare
- 1972 – Nils Söderman, 71, svensk kapellmästare, kompositör och pianist
- 1975 – Mary Johnson, 78, svensk skådespelare
- 1979
  - Heinz Reinefarth, 75, tysk SS-general
  - Sven Utterström, 77, svensk skidåkare, bragdmedaljör
- 1986 – Robert A. Lovett, 90, amerikansk affärsman och politiker, USA:s försvarsminister 1951–1953
- 1993 – Mary Philbin, 90, amerikansk skådespelare
- 1994 – Clement Greenberg, 85, amerikansk konstkritiker
- 1998 – Allan Cormack, 74, sydafrikansk fysiker, mottagare av Nobelpriset i fysiologi eller medicin 1979
- 2000 – Douglas Fairbanks, Jr., 90, amerikansk skådespelare
- 2001 – Margaretha Krook, 75, svensk skådespelare
- 2006 – Stella Sigcau, 69, sydafrikansk minister för statliga arbetsprojekt, Transkeis premiärminister 1987
- 2007 – Tomasi Kulimoetoke II, 88, kung av Wallisön sedan 1959
- 2011
  - Seve Ballesteros , 54, spansk golfspelare
  - Willard S. Boyle, 86, kanadensisk fysiker, mottagare av Nobelpriset i fysik 2009
  - Eilert ”Garvis” Määttä, 75, svensk ishockeyspelare
  - Gunter Sachs, 78, tysk företagsledare, fotograf, konstsamlare och astrologiforskare
- 2012 – Eva Rausing, 48, amerikansk filantrop
- 2013
  - Karl-Erik Rignell, 95, svensk präst och språkvetare
  - Bengt Nordlund, 76, svensk journalist och tv-programledare
  - Ray Harryhausen, 92, amerikansk filmregissör, filmproducent och animatör
- 2014 – Elaine Sturtevant, 89, amerikansk konstnär
- 2020 – Berit Gramer, 90, svensk skådespelare
- 2021 – Tawny Kitaen, 59, amerikansk fotomodell och skådespelare
- 2024 – Steve Albini, 61, amerikansk musiker och musikproducent